# Dommartin-sur-Vraine
Dommartin-sur-Vraine é uma comuna francesa na região administrativa de Grande Leste, no departamento de Vosges. Estende-se por uma área de 7,1 km². Em 2010 a comuna tinha 307 habitantes (densidade: 43,2 hab./km²).